# Alfabeto maniqueo
El alfabeto maniqueo es un sistema de escritura consonántica derivado del arameo asociado con la expansión del maniqueísmo desde el suroeste de Asia hasta Asia central a partir del siglo III d. C. Es una escritura hermana de las primeras formas de la escritura pelvi, habiéndose desarrollado ambos sistemas a partir del alfabeto arameo imperial, con el que la corte aqueménida plasmaba su particular dialecto oficial del arameo. A diferencia del pelvi, la escritura maniquea revela influencias del alfabeto sogdiano, que a su vez desciende de la rama siríaca del arameo. La escritura maniquea se llama así porque los textos maniqueos atribuyen su diseño al propio Mani. El persa medio era escrito con este alfabeto.
El iranólogo Desmond Durkin-Meisterernst señala que la escritura maniquea sirvió principalmente para escribir numerosas lenguas iranias medias (persa medio maniqueo, parto, sogdiano, persa nuevo temprano, bactriano) y uigur antiguo (una lengua túrquica).La escritura maniquea está estrechamente relacionada con el alfabeto palmireno y la escritura estrangelo del siríaco.

## Nomenclatura
El término "maniqueo" fue introducido como designación de la escritura por el erudito alemán Friedrich W. K. Müller, debido al uso de la escritura en textos maniqueos. Müller fue el primer estudioso de los tiempos modernos (en 1903/4) en leer el guion.

## Descripción general
Los textos maniqueos más antiguos aparecen en una escritura y un idioma que todavía son identificables como siríaco/arameo por lo que estas composiciones  se clasifican como textos siríaco/arameo. Textos posteriores que utilizan el alfabeto maniqueo se atestiguan en la literatura de tres etnolectos de la lengua irania media:
- Sogdiano: dialecto de Sogdia en el este, que tenía una gran población maniquea.
- Parto: dialecto de Partia en el noreste, que es indistinguible del medo del noroeste.
- Persa medio: el dialecto de Pars (Persis, o Persia propiamente dicha) en el suroeste de Irán.

El sistema maniqueo no tiene la alta incidencia de logogramas e ideogramas en  semíticos heredados de la cancillería imperial aramea, una característica esencial del sistema pelvi. Además, la ortografía maniquea era menos conservadora o histórica y se correspondía más con la pronunciación contemporánea: por ejemplo, una palabra como āzād "noble, libre" se escribía ʼčʼt en pelvi, pero ʼʼzʼd en persa medio maniqueo del mismo período.

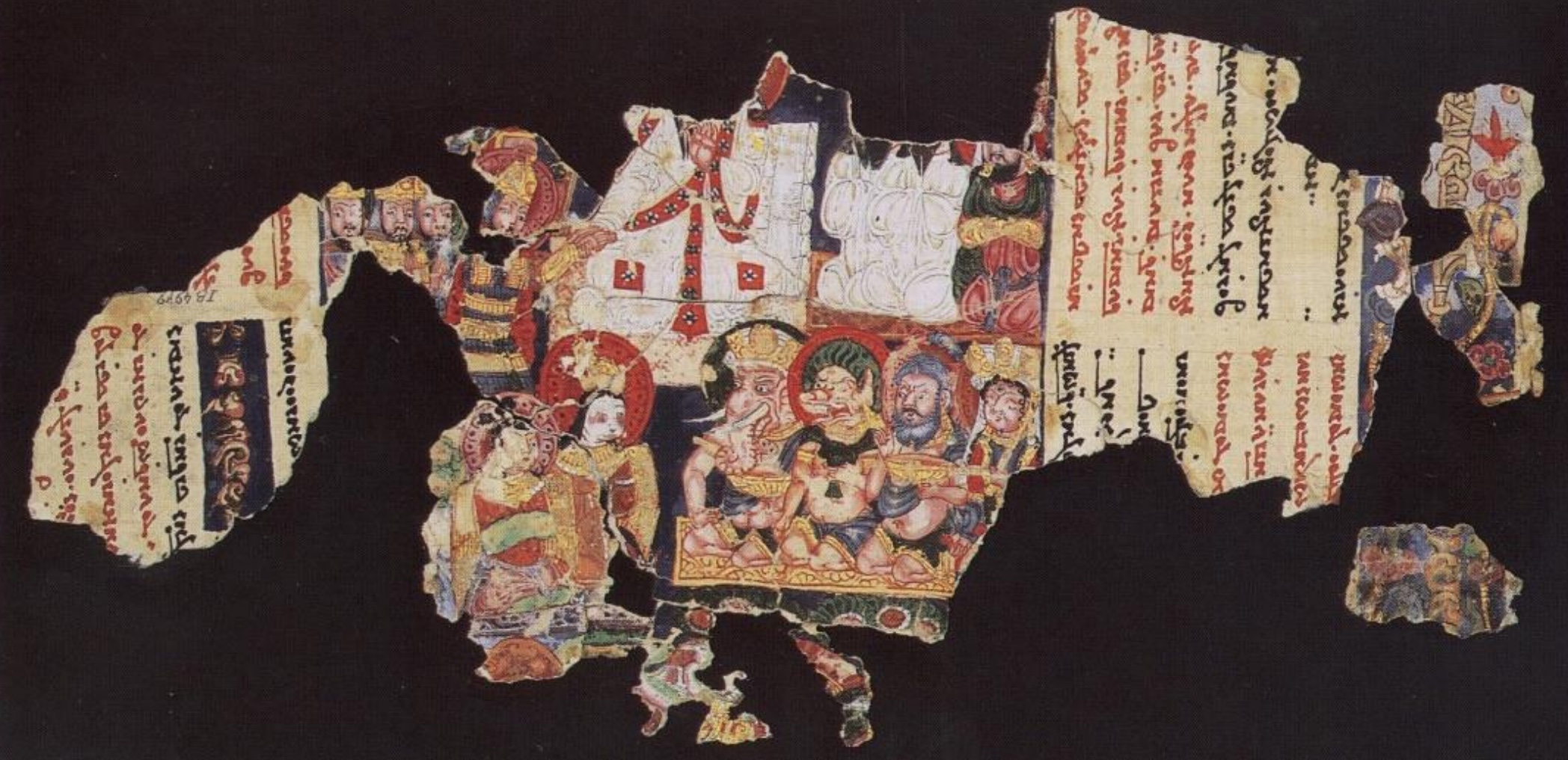
Fragmento del Códice Iluminado Maniqueo de Turfán que muestra una ceremonia religiosa; siglos -; SMPK, Foro Humboldt (Berlín), MIK III 4979 recto.

La escritura maniquea no fue la única escritura utilizada en manuscritos maniqueos. Al escribir en sogdiano, caso frecuente, los escribas maniqueos utilizaban con frecuencia el alfabeto sogdiano ("escritura uigur"). Asimismo, fuera del maniqueísmo, el dialecto de Parsa (o Persia en sentido estricto) también se registró en otros sistemas, incluidas las escrituras pelvi (en cuyo caso se conoce como lengua "pelvi" o persa medio zoroástrico) y el alfabeto avéstico (en cuyo caso se conoce como pazend).
A medida que el maniqueísmo fue perseguido en Mesopotamia y las regiones del Imperio Sasánida, sus orígenes, se afianzó en Asia Central y a lo largo de la Ruta de la Seda. Se convirtió en una religión oficial del estado entre los uigures durante cinco siglos (del siglo VIII al XII) y, por tanto, muchos manuscritos supervivientes se encuentran en la región de Turfán usando los idiomas iranios antes mencionados, uigur antiguo y lenguas tocarias.
En el siglo xix, expediciones alemanas descubrieron varios manuscritos maniqueos en Bulayïq, en la Ruta de la Seda en lo que hoy es Xinjiang. Muchos de estos manuscritos se conservan hoy en Berlín. Museo ind

## Caracteres
Como otros alfabetos consonánticos, el maniqueo se escribe de derecha a izquierda y carece de vocales. En particular, tiene ciertas consonantes que se unen a ambos lados, algunas que se unen solo por la derecha, otras que solo se unen por la izquierda y algunas que no se unen nunca, a diferencia del árabe, que tiene sólo consonantes que se unen por ambos lados o por la derecha. Otras características son que el maniqueo tiene un signo separado para la conjunción "ud" (en español, "y"), que se colocan dos puntos encima de los caracteres para indicar abreviaturas y que incluye signos de puntuación para indicar titulares, divisiones de páginas, divisiones de oraciones y otros.
Existen ligaturas obligatorias para ciertas combinaciones que involucran "n" e "y". Los números se construyen a partir de cifras para 1, 5, 10, 20 y 100 y son fáciles de identificar. También existen formas alternativas de ciertos caracteres.

## Unicode
El alfabeto maniqueo (U+10AC0 – U+10AFF) se añadió al estándar Unicode en junio de 2014 con el lanzamiento de la versión 7.0.
| Manichaean Official Unicode Consortium code chart (PDF)                                 |   |   |   |   |   |   |   |   |   |   |   |   |   |   |   |   |
|                                                                                         | 0 | 1 | 2 | 3 | 4 | 5 | 6 | 7 | 8 | 9 | A | B | C | D | E | F |
| U+10ACx                                                                                 | 𐫀 | 𐫁 | 𐫂 | 𐫃 | 𐫄 | 𐫅 | 𐫆 | 𐫇 | 𐫈 | 𐫉 | 𐫊 | 𐫋 | 𐫌 | 𐫍 | 𐫎 | 𐫏 |
| U+10ADx                                                                                 | 𐫐 | 𐫑 | 𐫒 | 𐫓 | 𐫔 | 𐫕 | 𐫖 | 𐫗 | 𐫘 | 𐫙 | 𐫚 | 𐫛 | 𐫜 | 𐫝 | 𐫞 | 𐫟 |
| U+10AEx                                                                                 | 𐫠 | 𐫡 | 𐫢 | 𐫣 | 𐫤 | 𐫥  | 𐫦  |   |   |   |   | 𐫫 | 𐫬 | 𐫭 | 𐫮 | 𐫯 |
| U+10AFx                                                                                 | 𐫰 | 𐫱 | 𐫲 | 𐫳 | 𐫴 | 𐫵 | 𐫶 |   |   |   |   |   |   |   |   |   |
| Notas 1. Desde la versión Unicode 15 2. Las áreas grises indican segmentos no asignados |   |   |   |   |   |   |   |   |   |   |   |   |   |   |   |   |

El bloque comprende 5 variantes de letras que aparecen en los textos maniqueos de forma relativamente inesperada. Se utiliza el carácter de código U+FE00 VARIATION SELECTOR-1 (VS1) para mostrar las forma alternativas de estas letras:
| U+           | 10AC5 | 10AC6 | 10AD6 | 10AD7 | 10AE1 |
| Letra        | 𐫅     | 𐫆     | 𐫖     | 𐫗     | 𐫡     |
| Letra + VS01 | 𐫅︀     | 𐫆︀     | 𐫖︀     | 𐫗︀     | 𐫡︀     |

## Otras lecturas
- Kara, György (1996). «Aramaic Scripts for Altaic Languages».  En Daniels, Peter T.; Bright, William, eds. The World's Writing Systems. Oxford University Press. pp. 536-558. ISBN 0195079930.
- Skjærvø, Prods Oktor (1996). «Aramaic Scripts for Iranian Languages».  En Daniels, Peter T.; Bright, William, eds. The World's Writing Systems. Oxford University Press. pp. 515-535. ISBN 0195079930.
- Photos of the original texts written in manichaean script discovered at Turpan (Under the link "Texte in manichäischer Schrift")
- «Initial Iranian conference proposing Unicode for Manichaean Script».

- Datos: Q3544702